# Eurythmics
Gli Eurythmics sono stati un duo synth pop britannico formato da Annie Lennox (cantante nata ad Aberdeen nel 1954) e David A. Stewart (chitarrista e polistrumentista nato a Sunderland nel 1952).
Si sciolsero nel 1990 per motivi personali e si riunirono nel 1999 restando insieme per sei anni, dopodiché Annie Lennox ne dichiarò lo scioglimento definitivo.
L'attività musicale dei due membri del gruppo prosegue tuttora con carriere soliste.

## Storia del gruppo

### Esordi
La coppia, legata da una relazione sentimentale, fece parte del gruppo The Tourists.
I The Tourists ebbero un modesto successo. C'erano tensioni personali e musicali a ledere la stabilità del gruppo (in cui il maggiore compositore era Pete Coombes); il gruppo spesso riceveva critiche negative da parte della stampa britannica, c'erano problemi legali con il management e gli editori, e Lennox e Stewart sentivano che il gruppo non era un buon veicolo per le loro predisposizioni artistiche sperimentali.
Nel 1980 Lennox e Stewart, interessati a creare musica pop, decisero di essere più flessibili e liberi, sperimentando le nuove frontiere elettroniche. Chiamandosi "Eurythmics" (variazione di scrittura di una tecnica di danza che Lennox praticava da bambina), decisero di lavorare da soli sia alle canzoni che agli arrangiamenti ed eventualmente coinvolgere altri in collaborazioni. Volendosi concentrare sul loro rapporto lavorativo, Lennox e Stewart interruppero i rapporti sentimentali nel 1980.
Il primo album uscì nel 1981 e li vide continuare il lavoro a Colonia con Conny Plank (che aveva prodotto gli ultimi lavori dei Tourists). Nell'album In the Garden (uscito nell'ottobre 1981), c'erano le mani e "gli strumenti" di Holger Czukay e Jackie Liebezeit dei Can, del batterista Clem Burke dei Blondie, di Robert Görl dei Deutsch-Amerikanische Freundschaft e del flautista Tim Wheater. Un paio di canzoni furono scritte insieme al chitarrista Roger Pomphrey (poi produttore televisivo). L'album era un mix di sonorità psichedeliche, krautrock ed elettropop e non ebbe un gran successo, come anche i due singoli.
L'anno successivo Dave e Annie rilevarono un locale a Londra e ottennero un prestito per costruirvi un piccolo studio da 8 tracce sopra una fabbrica di cornici. Ebbero così la possibilità di registrare senza pagare le spese esorbitanti degli studi di registrazione. Cominciarono a usare sempre più elettronica, collaborando con Raynard Faulkener e Adam Williams. Continuarono a registrare diverse versioni delle loro esecuzioni, ma i tre singoli pubblicati con l'RCA in quell'anno (This Is the House, The Walk e Love Is a Stranger) non ebbero alcun successo nel Regno Unito (ma Stranger diventò nel 1983 un discreto successo negli Stati Uniti). Le condizioni del gruppo stavano diventando critiche: il loro modo di agire li aveva resi indipendenti ma la mancanza di successo e la responsabilità di condurre personalmente i loro affari li stava estenuando. Annie soffrì di almeno una crisi nervosa e Dave fu ricoverato per collasso polmonare.

### Sweet Dreamse il successo internazionale degli anni ottanta
Il 1983 fu l'anno del boom con il singolo Sweet Dreams (Are Made of This), che conteneva una potente sequenza di bassi sintetizzati e un video originale. L'album omonimo divenne un enorme successo in patria grazie alla traccia originale, e raggiunse le vette anche delle classifiche statunitensi. Annie Lennox comparve sulla copertina di Rolling Stone. Stewart in seguito ammise che la famosa sequenza di bassi fu creata per errore riproducendo al contrario una traccia appena registrata.
Touch, l'album successivo a Sweet Dreams (Are Made of This), uscì sempre nel 1983 e produsse tre grandi successi, tra cui Here Comes the Rain Again (quarto in classifica negli USA). Touch fu la consacrazione definitiva della band. La RCA pubblicò Touch Dance, un minialbum di remix con 4 tracce tratte da Touch, destinato al mercato delle discoteche. I remix erano realizzati dagli importanti produttori newyorkesi François Kervorkian e John Jellybean Benitez.
Nel 1984 la Virgin Films chiese alla band una colonna sonora per il film Orwell 1984, realizzato da Michael Radford e tratto dal libro di George Orwell. Radford affermò di non gradire che la musica gli venisse imposta e rifiutò la colonna sonora degli Eurythmics, rimpiazzandola con un tappeto orchestrale molto più convenzionale (con l'eccezione della canzone Julia, usata per i titoli di coda). La Virgin fece allora uscire il lavoro del duo come album col titolo 1984 (For the Love of Big Brother), da cui fu estratto il singolo Sexcrime (1984).
Il loro quarto album, Be Yourself Tonight, fu prodotto in una settimana di lavoro in studio a Parigi e uscì nel 1985. Si dimostrò un album più tradizionale e meno innovativo, con vere batterie, ottoni e l'intervento di Stewart alla chitarra. Furono utilizzati una dozzina di altri musicisti, inclusi alcuni membri degli Heartbreakers, Stevie Wonder all'armonica, Dean Garcia al basso, e arrangiamenti di Michael Kamen. Nel disco Annie Lennox canta in duetto con Aretha Franklin e Elvis Costello. Il disco prolungò il dominio della band delle classifiche anglofone, e conteneva i singoli Would I Lie To You? (top 5 negli USA), e There Must Be an Angel (Playing with My Heart) (con Stevie Wonder all'armonica), che diventò il loro unico numero uno nel Regno Unito. Anche It's Alright (Baby's Coming Back) e Sisters Are Doin' It for Themselves, con la Franklin (anche se era stato pensato per Tina Turner), ottennero eccellenti risultati.
Nel 1986 Dave e Annie lanciarono il loro album Revenge, continuando l'avvicinamento al suono acustico e al pop-rock. Nonostante le vendite continuassero con successo nel Regno Unito, questo album segnò il declino della band negli Stati Uniti; Missionary Man fu solo 14°. Tuttavia, grazie all'imponente tour mondiale e alla produzione di un video, Revenge fu l'album più venduto degli Eurythmics.
Il tour mondiale terminò in Giappone e fu il soggetto di un documentario diretto da Amos Gitai intitolato Brand New Day (1987).
Stewart cominciò a produrre dischi di altri artisti, tra cui Tom Petty degli Heartbeakers e Bob Dylan, mentre la Lennox si diede alla recitazione. Riunitisi nel 1987 dopo un temporaneo allontanamento, produssero l'album Savage, poco commerciale ma molto apprezzato dalla critica: goth ed elettronico, con uso intenso del sintetizzatore, Savage fu ignorato negli USA ma fu un successo in Europa. Nel 1989 gli Eurythmics pubblicarono We Too Are One, popolare nel Regno Unito ma non oltreoceano, a parte i singoli Don't Ask Me Why ed Angel.

### L'addio di Annie Lennox e i primi anni novanta
Dopo anni di estenuanti tour e di registrazioni (sette album in sette anni), la Lennox sentiva il bisogno di fermarsi e si prese il tempo per una maternità e per riflettere sul suo futuro. Anni di convivenza avevano creato un'incrinatura nella relazione del duo, che non si parlarono dal 1990 al 1998.
Nel 1992 la Lennox fece uscire un album solista, Diva, che ottenne consensi di critica e di pubblico in tutto il mondo, mentre Stewart cominciò a scrivere colonne sonore per film e formò una band, gli Spiritual Cowboys. Stewart pubblicò il suo primo album solista nel 1994, Greetings from the Gutter, senza ottenere successo, a parte il singolo Heart of Stone, 36° nella classifica dei singoli del Regno Unito. L'album di cover fatto uscire dalla Lennox l'anno successivo, Medusa, col singolo No More "I Love You's", raggiunse invece la vetta delle classifiche britanniche.

### Ritorno sulle scene:PeaceeUltimate Collection
Gli Eurythmics si riunirono nel 1999 per ricevere il premio alla carriera ai Brit Awards, dove si esibirono insieme dopo nove anni. Nell'autunno di quell'anno pubblicarono Peace, un album di inediti, a cui fece seguito una tournée. Peace, titolo scelto non a caso, fu preceduto dal singolo I Saved the World Today e mise in evidenza il perdurante legame e la creatività del duo, segnando il ritorno della band nella top ten degli album più venduti nel Regno Unito.
All'inizio del 2003 la BMG rivelò il progetto di far uscire versioni estese degli otto album registrati in studio, una compilation di 18 brani intitolata Ultimate Collection e un cofanetto di due dischi di pezzi rari, rimasterizzati per l'occasione da Stewart. L'uscita di questi dischi fu prevista per l'autunno ma fu ritardata quando la BMG e la Sony si fusero nella Sony BMG Music Entertainment. Nel 2005 furono pubblicati sia la raccolta con l'inedito I've Got a Life, che riportò il duo nella top 20 della classifica britannica anche negli anni duemila, sia il box set contenente gli album degli anni ottanta rimasterizzati. Da allora Annie Lennox e Dave Stewart, pur mantenendo rapporti di amicizia, non hanno più collaborato ad altri progetti discografici.

## Stile musicale
Lo stile degli Eurythmics, un pop rock che assimila influenze R&B, si concentra sulla voce di Annie Lennox e, nelle prime pubblicazioni, sulle melodie dei sintetizzatori secondo i canoni del synth pop. Loro sono anche uscite più cupe come la colonna sonora di 1984 (For the Love of Big Brother) (1984), occasionali divagazioni nella dance come quelle contenute in Revenge (1986) e un album interamente composto di ballate: Peace (1999).

## Discografia

### Album in studio
- 1981 – In the Garden
- 1983 – Sweet Dreams (Are Made of This)
- 1983 – Touch
- 1984 – 1984 (For the Love of Big Brother)
- 1985 – Be Yourself Tonight
- 1986 – Revenge
- 1987 – Savage
- 1989 – We Too Are One
- 1999 – Peace

### Album dal vivo
- 1993 – Live 1983-1989

### Box set
- 2005 – Boxed

### Raccolte
- 1984 – Touch Dance
- 1991 – Greatest Hits
- 2005 – Ultimate Collection